# Lisanne Falk
Lisanne Falk (* 3. Dezember 1964 in Long Beach, Kalifornien) ist eine US-amerikanische Schauspielerin. Ihre heute bekannteste Rolle ist die der Heather McNamara in der schwarzen Komödie Heathers aus dem Jahr 1988.

## Leben und Karriere
Lisanne Falk ist ein ehemaliges Kindermodel, das in seinen Anfangsjahren bei der Ford Modeling Agency arbeitete. Auf dem Cover des 1979 erschienenen Albums Head Games von Foreigner porträtiert sie eine „ungezogen“ wirkende junge Frau in einer Männertoilette. Ihre Modelarbeit wurde in dem Buch Lisanne: A Young Model vorgestellt.
Später arbeitete Lisanne Falk außerdem als Schauspielerin. So trat sie beispielsweise in dem 1987 erschienenen Film I Love N.Y. auf, bevor ihr 1988 an der Seite von Winona Ryder und Kim Walker der Durchbruch mit der schwarzen Komödie Heathers gelang. Hier verkörperte Falk eine der drei Heathers, drei Mädchen, die an ihrer Schule sehr beliebt sind und ihre eigene Clique gegründet haben, in die später die von Winona Ryder dargestellte Veronica Sawyer eintritt. Es folgten später Auftritte in weniger bekannten Filme, so zum Beispiel Crash-Trip in den Tod (1991) oder Night on Earth (1991). Ihr schauspielerisches Schaffen umfasst 20 Film- und Fernsehproduktionen. Zuletzt trat sie 2002 in einem Kurzfilm in Erscheinung.
Seit 1999 ist Lisanne Falk außerdem mit Mark Morris verheiratet.

## Filmografie (Auswahl)
- 1982: Born Beautiful (Fernsehfilm)
- 1984: Eiskalt geschändet (Violated)
- 1986: Der Prinz von Bel Air (Prince of Bel Air, Fernsehfilm)
- 1987: Casanova Junior
- 1987: Unter Null (Less than Zero)
- 1987: I Love N.Y. (I Love N.Y.)
- 1988: Heathers
- 1989: Teen Lover (Say Anything...)
- 1991: Alptraum (Aftermath, Fernsehfilm)
- 1991: Ein Vater auf der Flucht (Runaway Father, Fernsehfilm)
- 1991: Night on Earth
- 1991: Crash – Trip in den Tod (Dead Silence, Fernsehfilm)
- 1997: Keine Frauen bitte! (The First to go)
- 1997: Suicide Kings
- 1998: Shattered Image
- 2002: Casablanca (Kurzfilm)